# Rezolucje Rady Bezpieczeństwa ONZ z roku 1948
Stałe miejsca w Radzie Bezpieczeństwa ONZ w 1948 posiadały:
- Francja
- Republika Chińska
- Stany Zjednoczone
- Wielka Brytania
- ZSRR

W roku 1948 członkami niestałymi Rady były:
- Argentyna
- Kolumbia
- Kanada
- Ukraińska SRR
- Republika Syryjska
- Belgia

## Rezolucje
Rezolucje Rady Bezpieczeństwa ONZ przyjęte w roku 1948: 
- 38 (w sprawie Indii i Pakistanu)
- 39 (w sprawie Indii i Pakistanu)
- 40 (w sprawie Indonezji)
- 41 (w sprawie Indonezji)
- 42 (w sprawie Palestyny)
- 43 (w sprawie Palestyny)
- 44 (w sprawie Palestyny)
- 45 (w sprawie Birmy)
- 46 (w sprawie Palestyny)
- 47 (w sprawie Indii i Pakistanu)
- 48 (w sprawie Palestyny)
- 49 (w sprawie Palestyny)
- 50 (w sprawie Palestyny)
- 51 (w sprawie Indii i Pakistanu)
- 52 (w sprawie Komisji Energii Atomowej)
- 53 (w sprawie Palestyny)
- 54 (w sprawie Palestyny)
- 55 (w sprawie Indonezji)
- 56 (w sprawie Palestyny)
- 57 (w sprawie Palestyny)
- 58 (w sprawie Międzynarodowego Trybunału Sprawiedliwości)
- 59 (w sprawie Palestyny)
- 60 (w sprawie Palestyny)
- 61 (w sprawie Palestyny)
- 62 (w sprawie Palestyny)
- 63 (w sprawie Indonezji)
- 64 (w sprawie Indonezji)
- 65 (w sprawie Indonezji)
- 66 (w sprawie Palestyny)